# 赵家村西无铭阙

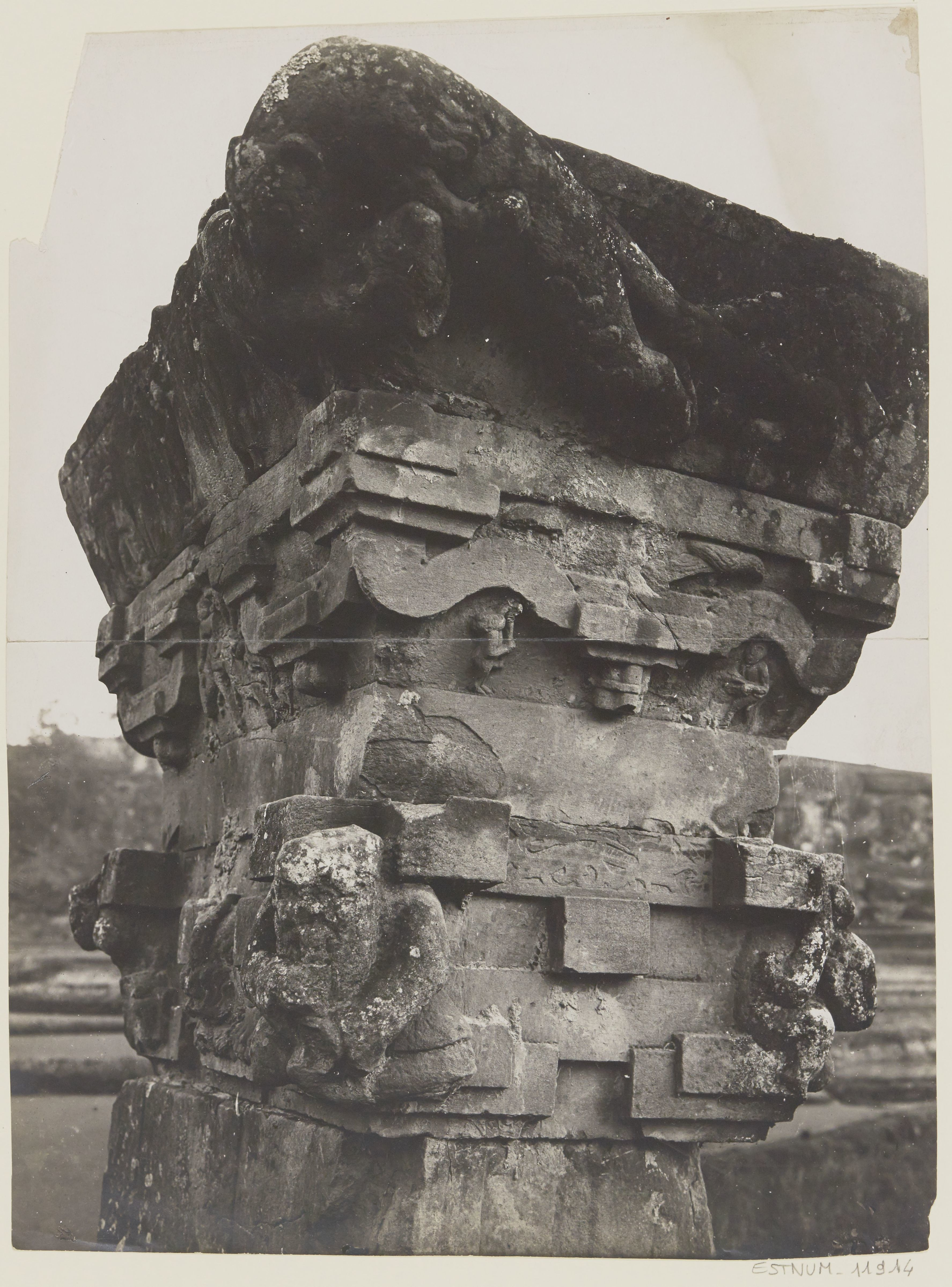

赵家村西无铭阙（又称趙家坪第二無銘闕、趙家坪南側無銘闕）位於四川省达州市渠县土溪镇汉阙村。只存東闕的闕身，子闕和闕頂均壞。坐東北向西南。闕身立於方座之上，高2.73米。正面上部刻左向展翅朱雀，下刻玄武，左側浮雕一虎，口含系璧之帶。闕身上面疊石三層若蓋。第一層高0.42米，四角刻神角，正面中間刻一獸頭；第二層高0.50米，四周浮雕斗拱，正面中間刻一鹿，右側刻一人作射擊狀，後面刻二人席地而坐；第三層頂頂部高0.32米，正面浮雕人物象，左角右側大小二虎嬉戲，一人拖著大虎的尾巴，右側刻人物，左側刻小鳥，後面物人刻飛鳥。它的形制和風格和趙家坪第一無銘闕極為相似，也是西晉時的作品。
1956年8月16日公佈為四川省第一批歷史及革命文物保護單位。1980年7月7日重新公佈為四川省第一批文物保護單位。2001年6月25日列為第五批全國重點文物保護單位，與馮煥闕、沈府君闕合併，并称渠縣漢闕。